# Kota Subulussalam
Kota Subulussalam es una de las Regencias o Municipios (kota) localizada en la provincia de Aceh en Indonesia. 
Se formó en el ano 2007 por una escisión del Kabupaten Aceh Singkil. 
Kota Subulussalam comprende una superficie de 1.206 km² y ocupa parte del norte de la isla de Sumatra. La población se estima en unos 72.778 habitantes (2009).

## Geografía
Kota Subulussalam tiene los siguientes límites:
Por el norte limita con: Kecamatan Lawe Alas, Kabupaten Aceh Tenggara y con Kabupaten Dairi, Sumatra Septentrional
Por el sur limita con: Kecamatan Singkohor y Suro Baru, Kabupaten Aceh Singkil
Por el este limita con: Kabupaten Dairi y Kabupaten Pakpak Bharat, Sumatra Septentrional
Por el oeste limita con: Kecamatan Trumon y Trumon Timur, Kabupaten Aceh Selatan

## Lista de Kecamatan
Kota Subulussalam se divide a su vez en 5 Kecamatan, 74 Kelurahan / Desa.
1. Simpang kiri
2. Penanggalan
3. Rundeng
4. Sultan Daulat
5. Longkip

## Enlaces
- Website de la provincia de Aceh (en indonesio)

]]
- Datos: Q5789
- Multimedia: Subulussalam / Q5789